# Unión Deportiva Gerona
La Unión Deportiva Gerona fue un club de fútbol catalán de la ciudad de Gerona (España) de la década de 1920.

## Historia
La UD Gerona fue el equipo continuador del FBC Strong y del Centre Gironenc, club de los cuales heredó el campo y los colores amarillo y azul marino. El equipo se fundó el 1 de marzo de 1921impulsado por hombres como Ignasi Puig Bayer y con alrededor de 400 socios.
El club comenzó a jugar en el Camp de Mart de la Devesa. El 29 de junio de 1922 inauguró el camp de Vista Alegre, con un partido ante un combinado del FC Barcelona en el que venció por 5 goles a 2. En 1922 participó en el primer campeonato y en la temporada 1922-23 ya contaba con cerca de un millar de socios. Sin embargo, a final de la década, y con la aparición del profesionalismo, el club desapareció por problemas económicos en 1930. En su lugar apareció el Girona FC